# Wolfgang Wiegand (Mediziner)
Wolfgang Wiegand (* 29. Februar 1948 in Wasenberg, Kreis Ziegenhain, Hessen) ist ein deutscher Augenarzt und Physiker. Er ist Facharzt für Augenheilkunde an der Asklepios Klinik Nord in Hamburg gewesen und hat auf verschiedenen Gebieten wissenschaftlich gearbeitet.

## Leben
Nach dem Abitur (Gymnasium „Schwalmschule“ in Treysa, Hessen) und dem Wehrdienst bei der Bundeswehr (Reserveoffizier 1969) studierte Wiegand zunächst Naturwissenschaften an der Philipps-Universität Marburg. Nach seinem Diplom in Physik (Prädikat: „Auszeichnung“) war er als wissenschaftlicher Mitarbeiter von 1974 bis 1978 im Fachbereich Physikalische Chemie tätig und promovierte dort 1977 in Physikalischer Chemie zum Dr. rer. nat. („ausgezeichnet“) mit einer Arbeit über Strukturuntersuchungen an Polymeren. Von 1978 bis 1980 war er Wissenschaftlicher Mitarbeiter am Institut für Physiologie der Philipps-Universität Marburg. Von 1976 bis 1982 studierte er zudem Medizin ebenfalls in Marburg und promovierte 1983 zum Dr. med. („summa cum laude“) mit der Arbeit „Untersuchungen zur Motorik von Koronararterien“. 1986 erfolgte die Anerkennung zum Arzt für Augenheilkunde. Wiegand habilitierte 1989 im Fach Augenheilkunde mit der Arbeit „Kernspintomographie von Auge, Orbita und Sehnerv“.
Wiegand war zunächst Assistenzarzt, danach Oberarzt (1986–1991) sowie leitender Oberarzt (1991–1994) am Medizinischen Zentrum für Augenheilkunde der Philipps-Universität Marburg. Dort wurde er 1995 auch zum apl. Professor ernannt. Von 1995 bis 2018 leitete er die Augenabteilung der Asklepios Klinik Nord Heidberg in Hamburg als Chefarzt. Seit dem Jahre 2004 ist er außerdem Fellow of the European Board of Ophthalmology (FEBO).
Von 2018 bis 2022 war Wiegand als Senior Clinical Expert der Augenabteilung der Asklepios Klinik Nord in Hamburg tätig.

## Medizinisch-wissenschaftlicher Beitrag
Schwerpunkte von Wiegands Arbeit waren:
- Bildgebende Verfahren in der Augenheilkunde: Hier widmete sich Wiegand besonders der in den 1980er Jahren noch recht neuen  Kernspintomographie (Magnetic Resonance Imaging, MRI) und deren diagnostischen Möglichkeiten in der Augenheilkunde, sowie der Konfokalen Videomikroskopie zur in vivo Darstellung der inneren Strukturen der Hornhaut des menschlichen Auges.[4][5][6]

- Intrastromale Hornhautresektion (Keratomileusis in situ) bei hoher Myopie: Bei der Keratomileusis handelt es sich um einen Eingriff an der Hornhaut zur Beseitigung von optischen Fehlsichtigkeiten des Auges (Kurzsichtigkeit, Übersichtigkeit). Die Prinzipien des Verfahrens gehen auf Jose I. Barraquer in Bogota/Kolumbien zurück. Es wurde dann von seinem Schüler Luis Ruiz in Form der Automated Lamellar Keratoplasty (ALK) verbessert, wobei mit Hilfe eines kalibrierbaren Hornhautmessers (Mikrokeratom) dünne Hornhautscheiben aus dem inneren Teil (in situ) des Hornhautgewebe entfernt werden und auf diese Weise die Krümmung der Hornhaut, die den größten Teil der Brechkraft des gesamten Auges darstellt, verändert. Wiegand führte das Verfahren als erster Augenarzt in Deutschland zur Beseitigung hoher Myopie (Kurzsichtigkeit) durch. Das Verfahren wurde dann später von zahlreichen Augenärzten durch Anwendung eines Excimerlasers zum Gewebeabtrag zur „Laser Assisted Stromal in situ Keratomileusis“ (LASIK) weiterentwickelt und ist heute in verschiedenen Varianten das mit Abstand am häufigsten angewendete Verfahren zur Beseitigung von Fehlsichtigkeiten und eine der häufigsten Augenoperationen insgesamt. Wiegand führte diese Methoden zur Beseitigung hoher Myopie (Kurzsichtigkeit) ab Anfang der 1990er Jahre auch in Deutschland durch.[7][8][9]

- Biomechanik der Hornhaut: Die biomechanischen Spannungsverhältnisse der Hornhaut des menschlichen Auges weisen sowohl schnell reversible „elastische“ als auch zeitverzögerte „viskose“ Eigenschaften auf. Diese viscoelastischen Eigenschaften haben eine große Bedeutung für die korrekte Messung des Augeninnendruckes, bei prognostischen Aussagen zu verschiedenen Hornhauterkrankungen und auch bei den chirurgischen Verfahren an der Hornhaut zur Beseitigung von Fehlsichtigkeiten.[10][11][12][13]

- Vitreoretinale Chirurgie: Durch die Entwicklung neuer Operationstechniken Anfang der 1990er Jahre konnten operative Eingriffe am Glaskörper (lat. vitreus) und der Netzhaut (lat. retina) des Auges mit zunehmendem Erfolg durchgeführt werden. Die Glaskörperentfernung  Vitrektomie (pars plana Vitrektomie, ppV) entwickelte sich in der Folgezeit zu einem wichtigen Teilgebiet der operativen Augenheilkunde. Wiegand nutzte das Potential der Glaskörperentfernung frühzeitig und baute dieses Verfahren während seiner Tätigkeit an der Asklepios Klinik Nord kontinuierlich zu einem Schwerpunkt seiner Abteilung aus, so dass sich die Augenabteilung der Asklepios Klinik Nord zu einer der größten  Augenkliniken in Norddeutschland entwickelte.[14][15][16]

## Preise und Auszeichnungen
- Distinguished contribution. XXVI International Congress of Ophthalmology, Singapore 1990[2]
- Verdienstmedaille des Berufsverbandes der Augenärzte (BVA) (2016)[17]

## Publikationen
Wiegand veröffentlichte über 70 Publikationen, ferner zwei Bücher und zahlreiche Buchartikel. Eine Liste seiner Publikationen findet sich auf PubMed und Research Gate.